# 6mm BR
6mm BR はベンチレスト射撃のためにつくられたセンターファイア実包である。6mm Bench Rest あるいは単に 6 BR としても知られており、その性能からヴァーミント・ハンティングを行うハンターたちの間でも支持を集めてきている。よく似た寸法の基本的な派生が2つあり、それらは6mm BR レミントン、6mm ノルマ BRとして知られている。

## 歴史
.308×1.5"バーンズの発表からすぐに、ワイルドキャットの作成者や実験家たちはこれをベースにしたそれぞれのワイルドキャット実包の開発を始めた。1963年までこのバーンズ実包をベースとした複数の .22 (5.7 mm) と .24 (6.1 mm) 口径の実包が存在していた。ベンチレスト射手のコミュニティはこの新しい実包の精度と性能に注目し、.24 caliber (6.1 mm) 口径のものはベンチレスト射撃における普及とともに 6mm Bench Rest あるいは 6mm BR と呼ばれるようになった。
この実包はワイルドキャットであって、何年もの間標準化されていなかったため複数の派生形が存在する。ライフルの薬室を別のものに変更するとケースのファイア・フォーミングが必要であった。また、ノルマとレミントンから派生した実包も複数存在している: 6mm BRX、 6mmダッシャー、 6mm BRBS、 6mm UBL。
1978年、レミントンは 6mm BR 口径の 40-X ライフルの製造を始め、このバージョンの実包を 6mmベンチ・レスト・レミントンと命名した。1988年まではレミントンは実包も製造していた。いまでもレミントンは 6mm BR レミントン の 40-X シリーズを供給し続けている。しかし、現在はレミントンのバージョンは時代遅れであると考えられている。
1996年、スウェーデンのノルマは 6mm BR レミントンと寸法が似ている 6mm ノルマ BR を発表した。ノルマの場合の薬室は VLD 弾頭を装着できるように長いスロートをとっている。現在使用されている 6mm BR 実包ではこのバージョンが最も普及している派生である。
6mm BR ノルマは  ISSF と CISM の 300メートル (328 yd) 競技やその他の300メートル射撃訓練の競技射撃用のライフルに好んで使用されるようになっている。

## 設計
6mm BR レミントン実包は .243 の弾頭を装着できるように .308×1.5" バーンズの弾頭をネックダウンしたものである。.308×1.5" バーンズは.308ウィンチェスターのケース長を1.5インチ (38 mm)に短縮したものをベースとしている。これは短く太くする設計概念に沿った初期の実包のひとつである。短く太い実包は性能と精度をさらに向上させるという特徴がある。

## 6mm ノルマ BR
6mm ノルマ BRはノルマによって1996年に発表された。これは 6mm BR レミントンをベースとしているが、レミントンのものが7グレーン（4.5グラム）の弾頭を想定しているのに対して、ノルマは100グレーン（6.5グラム）を超える VLD 弾頭用に薬室の仕様を標準化したため、長距離における実包の性能を実現した。これによって、ノルマの実包用のライフルでは薬室により長いスロートが必要となった。